# Roverway
Il Roverway è un incontro internazionale di scout finalizzato a promuovere la conoscenza tra giovani di diverse culture e tradizioni. Esso è rivolto alla fascia d'età 16-22 anni, che venne chiamata branca rover da Robert Baden-Powell, il fondatore dello scautismo.
Ogni edizione è composta da una parte di campo mobile seguita da una parte di campo fisso.
La prima edizione si è tenuta in Portogallo nel 2003, mentre la seconda si è svolta dal 6 all'11 agosto 2006 con route (campo mobile) di 50 persone per tutta l'Italia, poi dall'11 al 14 agosto a Loppiano, dove era stato allestito un campo con varie attività da svolgere. È stata organizzata dalla FIS (Federazione Italiana dello Scautismo), e cioè dalle due associazione scout italiane riconosciute dal WOSM e dal WAGGGS: il CNGEI e AGESCI.
La successiva edizione si è tenuta in Islanda nel 2009. L'edizione 2012 è stata assegnata alla Finlandia, e si è conclusa ad Evo, vicino Lammi.

## Elenco dei Roverway
| N° | Anno | Luogo                  | Data                  | Motto                                 | Nazioni | Partecipanti | Sito                                                                          |
| -- | ---- | ---------------------- | --------------------- | ------------------------------------- | ------- | ------------ | ----------------------------------------------------------------------------- |
| 1  | 2003 | Leiria (Portogallo)    | 31 luglio - 11 agosto | People in Motion                      | ca. 30  | ca. 2400     |                                                                               |
| 2  | 2006 | Loppiano (Italia)      | 6 - 14 agosto         | Dare to Share (Osare la condivisione) | ca. 30  | ca. 4200     | http://www.roverway.it/                                                       |
| 3  | 2009 | Ulfljotsvatn (Islanda) | 20 - 28 luglio        | Open up                               | 44      | 3200         | https://web.archive.org/web/20110722022523/http://www.skatar.is/roverway2009/ |
| 4  | 2012 | Evo (Finlandia)        | 20 - 28 luglio        | See Feel Follow                       | 43      | 3518         | http://www.roverway.fi/                                                       |
| 5  | 2016 | Jambville (Francia)    | 3 - 14 agosto         | Sur La Route                          | 46      | ca. 5000     | https://web.archive.org/web/20160724074126/http://www.roverway2016.org/       |
| 6  | 2018 | Zeewolde (Paesi Bassi) | 23 luglio - 2 agosto  | Opposites attract                     | +20     | ca. 3000     | https://web.archive.org/web/20170606173859/https://www.roverway2018.nl/en/    |
| 7  | 2024 | Stavanger (Norvegia)   | 22 luglio - 2 agosto  | North of the Ordinary                 | 24      | ca. 6000     | https://roverway.no/                                                          |

Il luogo indicato è quello dove si è tenuta o si terrà la parte fissa del Roverway.